# Pentose
Pentose is een monosacharide met 5 koolstofatomen (C5H10O5).
Pentosemoleculen hebben ofwel een aldehyde als functionele groep in positie 1 (aldopentoses), ofwel een keton in positie 2 (ketopentoses).
Aldopentoses hebben drie chirale centra ("asymmetrische koolstofatomen"), dus zijn er acht mogelijke stereo-isomeren.
De vier D-aldopentoses zijn:
```
 CH=O        CH=O          CH=O         CH=O
 |           |             |            |
HC-OH     HO-CH           HC-OH      HO-CH
 |           |             |            |
HC-OH       HC-OH       HO-CH        HO-CH
 |           |             |            |
HC-OH       HC-OH         HC-OH        HC-OH
 |           |             |            |
 CH
2
OH       CH
2
OH         CH
2
OH        CH
2
OH

 

D
-
ribose
    
D
-
arabinose
   
D
-
xylose
    
D
-
lyxose
```

Een Amerikaans ezelsbruggetje om deze vier te onthouden luidt: "Ribling arabian xylophone lyrics".
De ketopentoses hebben twee chirale centra ("asymmetrische koolstofatomen"), dus zijn er vier mogelijke stereo-isomeren.
De twee D-ketopentoses zijn:
```
  CH
2
OH        CH
2
OH  
  |            |     
  C=O          C=O   
  |            |     
 HC-OH      HO-CH    
  |            |     
 HC-OH        HC-OH  
  |            |     
  CH
2
OH        CH
2
OH 

 

D
-
ribulose
    
D
-
xylulose
```

Ribose is een onderdeel van RNA en het vergelijkbare desoxyribose van DNA.